# Казе ди Монте (Пистоја)
Казе ди Монте је насеље у Италији у округу Пистоја, региону Тоскана.
Према процени из 2011. у насељу је живело 13 становника. Насеље се налази на надморској висини од 292 м.